# Shūkan Shōnen Magazine
Shūkan Shōnen Magazine 週刊少年マガジン (Shūkan Shōnen Magajin?) (känd på engelska som Weekly Shōnen Magazine) är ett japanskt seriemagasin som inriktar sig mot tonåringar. Magasinet grundades den 17 mars 1959 och ägs av det japanska förlaget Kōdansha.